# Hormathophylla pyrenaica
Alysson des Pyrénées, Corbeille d'argent des Pyrénées
Espèce
Classification phylogénétique
Hormathophylla pyrenaica, également connue comme Alysson des Pyrénées ou Corbeille d'argent des Pyrénées, est une plante à fleurs endémique des versants nord du mont Coronat, dans l'Est des Pyrénées. Les seules populations connues se trouvent dans la réserve naturelle nationale de Nohèdes, sur la commune de Nohèdes, département des Pyrénées-Orientales, en France.

## Caractéristiques
L'Alysson des Pyrénées ressemble à Hormathophylla spinosa, Hormathophylla macrocarpa et Hormathophylla lapeyrousiana, espèces avec lesquelles elle a été parfois confondue par des naturalistes.
Elle se présente sous forme de petit buisson haut de 5 à 20 cm. Ces fleurs, petites et blanches, comptent quatre pétales.

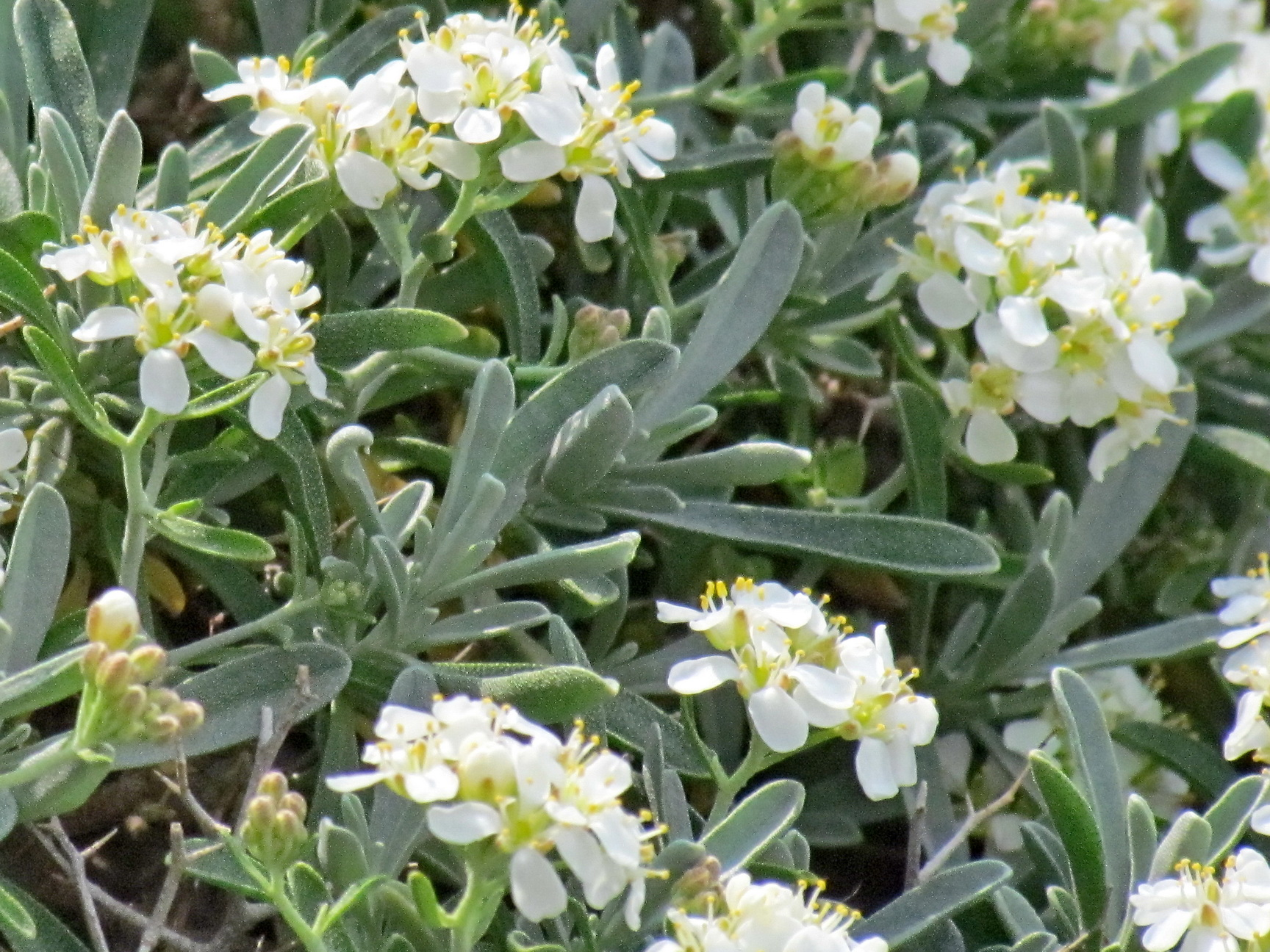
Hormathophylla spinosa en fleurs
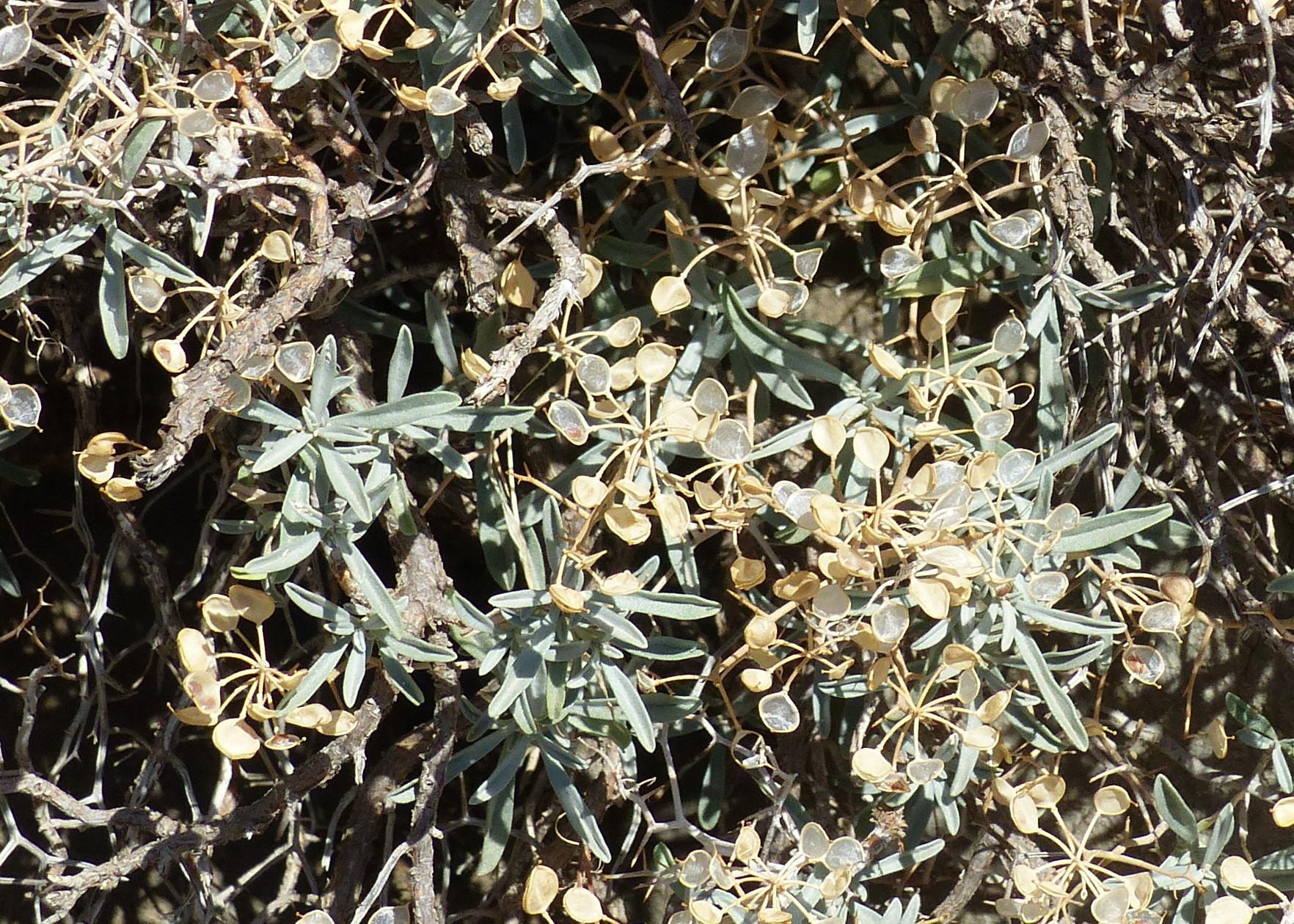
Hormathophylla macrocarpa fructifié

## Écologie
D'un point de vue administratif, toutes les stations connues de cette espèce se situent sur la seule commune de Nohèdes, dans le département des Pyrénées-Orientales (en région Occitanie, en France) et dans le périmètre de la réserve naturelle nationale de Nohèdes.
Hormathophylla pyrenaica vit uniquement dans les falaises calcaires ombragées exposées au nord situées sur les flancs septentrionaux du mont Coronat, dans l'Est des Pyrénées. Elle s'étage entre 1 650 m et 1 850 m. Le nombre de populations est estimé à 7 en 1994 (pour 724 pieds), puis 9 en 2002. Cependant, la difficulté d'accès aux sites où vit cette plante pourrait avoir conduit les scientifiques à sous-estimer ces nombres.
Elle pousse dans les fissures et les replats des falaises et apprécie particulièrement l'ombre. Il arrive qu'elle germe dans les éboulis situés aux pieds de falaises mais elle y souffre de la concurrence d'autres plantes, dont le Pin à crochet. Ce pin, qui est en expansion dans le massif, ne semble cependant pas menacer Hormathophylla pyrenaica dans les stations plus escarpées dans les falaises où elle s'est réfugiée.